# 경주 양동마을 상춘헌 고택
경주 양동마을 상춘헌 고택(慶州 良洞마을 賞春軒 古宅)은 대한민국 경상북도 경주시 강동면, 양동마을에 있는 조선시대의 가옥이다. 1979년 1월 26일 대한민국의 국가민속문화재 제75호로 지정되었다.

## 개요
양동 마을은 월성 손씨와 여강 이씨의 동족마을로, 넓은 안강평야에 오랜 전통을 지닌 여러 집들을 잘 보존하고 있는 곳이다. 그중에서도 이 집은 이덕록 선생이 살던 집으로 그의 후손인 상춘헌 이석찬 선생의 호를 붙여 '상춘고택'이라고도 부른다.
조선 영조 6년(1730)경에 지었다고 하며, 양동마을에서 일반적인 튼 'ㅁ'자형 기본 평면을 가진 양반집이다. 크게 안채, 사랑채, 행랑채로 구성되어 있는데 'ㄷ'자형의 안채와 사랑채, 'ㅡ'자형의 행랑채가 연결되어 있다.
안채는 안마당에서 볼 때 대청을 중심으로 오른쪽에 툇마루를 둔 건넌방, 왼쪽 끝칸에 안방, 안방 밑으로 부엌을 둔 'ㄱ'자형 평면을 갖추고 있다. 여기서 눈여겨 볼 점은 보통 부엌을 두는 왼쪽 끝칸 자리에 안방을 놓은 점인데 이는 중부지방 민가의 일반적인 형태를 따르고 있다.
사랑채는 사랑마루, 사랑방, 사랑대청이 일렬로 배치되어 있다. 사랑채 기단에는 화단을 꾸몄고 사랑마당 북쪽으로 가묘를 두었다. 이 북쪽 기단에도 화단을 가꾸어 놓았는데 사랑채와 화단이 적절한 조화를 이루고 있다. 행랑채는 앞면 6칸·옆면 1칸 크기로 대문을 중심으로 오른쪽에 방 1칸, 왼쪽에 광 1칸, 마루방 1칸, 2칸을 터 통칸으로 만든 광을 배치하였다.
꾸민 화단과 사랑채가 멋스러운 분위기를 만들어 내고 있고, 양동 마을에서 보기드문 중부지방 배치형태를 보이고 있어 좋은 민속자료가 되고 있다.

## 명칭 변경
지정 당시 명칭은 '양동이원용가옥(良洞李源鏞家屋)'이었으나, 조선 영조 6년(1730)에 동고 이덕록이 지었고, 그의 후손 이석찬의 호인 상춘헌을 따라 '상춘헌 고택'으로 불리고 있어, ‘양동 상춘헌 고택’으로 지정명칭을 변경(2007.1.29)하였다.
2017년 지정명칭 부여지침에 따라 '소재지, 마을명, 당호, 고택'을 사용하여 현재의 명칭으로 변경되었다.

## 같이 보기
- 양동마을

## 참고 자료
- 경주 양동마을 상춘헌 고택 - 국가유산청 국가유산포털